# Hotel Formentor
L'Hotel Formentor fou un establiment turístic situat a la península de Formentor (Pollença) que va ser inaugurat a iniciativa de l'argentí Adan Diehl l'any 1929. Va ser demolit completament l'any 2022.

## Adan Diehl i la descoberta de Formentor
Adan Diehl (1889-1953), milionari argentí, comprà (1926-28) la finca de Formentor a la família del poeta Miquel Costa i Llobera (1854-1922), que n'era propietària des de temps molt antics. Adan Diehl a París es va fer amic del pintor Anglada-Camarasa, que li va parlar de Mallorca.
Inicialment Diehl pretenia construir una casa on acollir els seus convidats, però acabà convertint-se en un hotel amb vuitanta habitacions. El matrimoni Diehl elaborà els plànols, s'encarregà de la construcció i de la decoració. El finançament procedia de la Banca Torcquist de Buenos Aires. També va disposar de crèdits de les caixes illenques i sobretot del Banc de Crèdit Balear. S'obrí al públic el maig de 1929.

## Projecció cultural i internacional
S'hi organitzà la Setmana de la Saviesa amb la presència del comte Hermann von Keyserling, Joseph Kessel i Francis de Miomandre.
L'hotel ha rebut visitants famosos d'arreu del món. Magnats, polítics, empresaris, artistes, escriptors, actors, científics, toreros, princeses... Les personalitats més rellevants del moment passaren per l'Hotel Formentor: Winston Churchill, el Dalai Lama, Grace Kelly, Vicente Aleixandre, Octavio Paz, Henri de Montherlant, Charlie Chaplin, Audrey Hepburn, Severo Ochoa, Laurence Olivier, Gary Cooper, Peter Ustinov, Fernando Rey, Julio Iglesias, Luis García Berlanga, Plácido Domingo, Concha Velasco, Carlos Fuentes…

## Fracàs econòmic i «cas estraperlo»
El negoci no va anar bé i Diehl va haver de fugir de Mallorca a principi de 1934 encalçat pels creditors. La propietat va passar al Banc de Crèdit Balear.
Durant la Guerra Civil espanyola (1936-1939) i la postguerra es practicà a tot Espanya l'estraperlo o mercat negre, el comerç il·legal basat en l'intercanvi de queviures per altres matèries de primera necessitat. Aquesta paraula prové de del neerlandès Strauss i l'italià Perlo(witx), que instal·laren, primer al casino de Sant Sebastià i després a l'Hotel Formentor, una ruleta que resultà una autèntica estafa. L'escàndol fou tan gran que provocà la caiguda del Partit Radical d'Alejandro Lerroux durant la Segona República, ja que l'autorització per a instal·lar l'artefacte s'havia aconseguit subornant diversos membres del Partit Radical. La ruleta a Formentor només hi funcionà una setmana. L'hotel va passar d'un banc a l'altre. El 1936 era propietat del Banc de València. Amb la Guerra Civil va caure en desús.

## Nova etapa: Converses poètiques i Premis Formentor
La companyia catalana Hotels de Muntanya se'n va fer càrrec en la postguerra. L'any 1954 passà a un grup d'empresaris mallorquins encapçalats per Joan Buadas Salas. El 1955 s'hi celebrà el I Congrés Lul·lístic Internacional. L'any 1959, Bartomeu Buadas, que era amic de Camilo José Cela, es va assabentar que Cela tenia la intenció d'organitzar unes converses poètiques entre poetes de distintes llengües, va oferir les instal·lacions de l'hotel, iniciant les Converses Poètiques de Formentor, i va preparar, a més, el Club dels Poetes, que l'editor i escriptor Carlos Barral va descriure com Un impossible club nàutic edificat en una raconada rocosa, enfront d'un illot amb cabres salvatges que Camilo havia batejat així per a l'ocasió i on havia instal·lat a prop grans gàbies per a papagais.
L'any següent, i en el marc dels Col·loquis Internacionals de Novel·la, es crearen els Premis Formentor i el Prix International des Éditeurs, ambdós dotats amb 10.000 dòlars. La xifra més alta mai no vista d'un premi literari. Es reunien a l'hotel les editorials més importants del món: Gallimard (París), Einaudi (Torí), Weidenfeld & Nicholson (Londres), Rowolhlt Verlag (Hamburg), Grove Press (Nova York) i Seix Barral (Barcelona). A la primera convocatòria, el guardonat amb el Prix Formentor va ser Juan Garcia Hortelano perTormenta de verano, publicada simultàniament en dotze llengües, mentre que el Premi Internacional es concedí ex aequo a Samuel Beckett i a Jorge Luis Borges. La dictadura franquista prohibí l'esdeveniment i se'n mantingué uns anys el nom, però no la trobada, que es traslladà a Corfú.
El 1991 era propietat de la Societat Immobiliària Formentor Societat Anònima. Tenia 127 habitacions, cinc pistes de tennis, instal·lacions hípiques, minigolf, cine i discoteca. El conseller delegat era Miquel Buadas Mayol.